# Scarlet Emblem
「Scarlet Emblem」（スカーレット・エンブレム）は、原田ひとみの3枚目のシングル。2012年3月21日にフロンティアワークスから発売された。

## 概要
前作「Stellina」から約4ヶ月ぶりのリリースとなる2012年1作目のシングル。表題曲は、テレビ番組『アニメTV』の3月度オープニングテーマに起用。3曲目の「Requ≠iem」は、PSP用ソフト『アルカナ・ファミリア -幽霊船の魔術師-』のオープニングテーマに起用された。
レコーディングはキャラソンに関しては役が固まっているためスムーズに行えるが、今回のように個人名義の場合はありのままの気持ちで取り敢えずスタジオに向い、その後色々な表現を試している。また、歌い方に関しても切ない歌声か凛としたテイクかをスタッフと朝まで話し合う程考えていた。
PVのテーマは、ディスクジャケットに映っている白原田と、蛍光灯でできた檻の中で動くセクシーな衣装の黒原田との二面性がテーマになっている。撮影は気温の低い石切場で早朝から深夜にかけて行われた。

## 収録曲
CD
（全作詞：稲葉エミ、編曲：小森茂生）
1. Scarlet Emblem [4:10]
作曲：前澤寛之
原田曰く「キリッとしたカッコいいアップテンポのバラードソング」で[1]、タイトルの「Scarlet Emblem」も「心の中で燃え上がる紋章をイメージ」して付けられた[2]
2. Bravery [4:33]
作曲：前澤寛之
エンディングのようなドラマチックな盛り上がりを見せるバラードテイスト[1][3]。
3. Requ≠iem [4:07]
作曲：小森茂生
PSP用ソフト『アルカナ・ファミリア -幽霊船の魔術師-』オープニングテーマ
前作に通じる、少し甘めでハードな感じで歌っている[1][2]。
4. Scarlet Emblem（w/o hitomi）
5. Bravery（w/o hitomi）
6. Requ≠iem（w/o hitomi）

DVD（初回限定盤のみ）
1. Scarlet Emblem ミュージッククリップ
2. Simpatia アニメーション・ミュージッククリップ